# Ferrari 248 F1
O  248 F1 é o modelo da Ferrari da temporada de 2006 da F1. Condutores: Michael Schumacher e Felipe Massa.

## Resultados[1]
(legenda) (em negrito indica pole position e itálico volta mais rápida)
| Ano  | Chassi | Motor          | Pneus | N° | Pilotos            | 1   | 2   | 3   | 4   | 5   | 6   | 7   | 8   | 9   | 10  | 11  | 12  | 13  | 14  | 15  | 16  | 17  | 18  | Pontos | Posição |  |
| ---- | ------ | -------------- | ----- | -- | ------------------ | --- | --- | --- | --- | --- | --- | --- | --- | --- | --- | --- | --- | --- | --- | --- | --- | --- | --- | ------ | ------- |  |
|      |        |                |       |    |                    |     |     |     |     |     |     |     |     |     |     |     |     |     |     |     |     |     |     |        |         |  |
|      |        |                |       |    |                    | BAR | MAL | AUS | SMR | EUR | ESP | MÔN | GBR | CAN | EUA | FRA | ALE | HUN | TUR | ITA | CHN | JAP | BRA |        |         |  |
| 2006 | 248 F1 | Ferrari 056 V8 | B     | 5  | Michael Schumacher | 2   | 6   | Ret | 1   | 1   | 2   | 5   | 2   | 2   | 1   | 1   | 1   | 8†  | 3   | 1   | 1   | Ret | 4   | 201    | 2°      |  |
| 2006 | 248 F1 | Ferrari 056 V8 | B     | 6  | Felipe Massa       | 9   | 5   | Ret | 4   | 3   | 4   | 9   | 5   | 5   | 2   | 3   | 2   | 7   | 1   | 9   | Ret | 2   | 1   | 201    | 2°      |  |

† Completou mais de 90% da distância da corrida.